# NGC 7451
NGC 7451 في الفهرس العام الجديد، هي مجرة، تقع في كوكبة الفرس الأعظم. اكتشفت في 7 ديسمبر 1865 بواسطة أوتو فيلهلم فون ستروف.

## روابط خارجية
- NGC 7451 على موقع ويكي سكاي: DSS2, SDSS, GALEX, IRAS, Hydrogen α, X-Ray, Astrophoto, Sky Map, Articles and images